# (58417) Belzoni
(58417) Belzoni est un astéroïde de la ceinture principale.

## Description
(58417) Belzoni est un astéroïde de la ceinture principale. Il fut découvert par Vincenzo Silvano Casulli le 25 janvier 1996 à Colleverde. Il présente une orbite caractérisée par un demi-grand axe de 2,18 UA, une excentricité de 0,0418 et une inclinaison de 1,7° par rapport à l'écliptique.
Il fut nommé en hommage à Giovanni Battista Belzoni (1778-1823), explorateur et égyptologue italien. Il est connu pour avoir retrouvé le buste colossal de Ramsès II et pour avoir ouvert le tombeau de Séthi Ier dans la 2e pyramide de Gizeh.

## Compléments